# Nœud (réseau)
Ne doit pas être confondu avec Nœud (théorie des graphes).
Pour les articles homonymes, voir nœud.

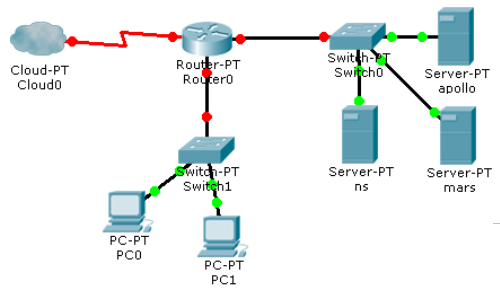
noeud(reseau)

En informatique, un nœud (en anglais node) est une unité de base d'un réseau. Les nœuds sont des périphériques ou des points de données sur un réseau plus grand.
Contrairement à l'architecture réseau client-serveur, l'architecture réseau composée de nœuds est symétrique. Chaque nœud a la même capacité d’émettre, de recevoir et de calculer que les autres nœuds de son réseau. Nœuds est le nom donné à la machine et au logiciel dans les réseaux pair à pair.

## Réseau local
Dans un réseau local, un nœud est un ordinateur ou une autre unité connecté au réseau par l'intermédiaire d'une carte réseau ou d'un pilote de réseau local. Un serveur, un poste de travail, un routeur, une imprimante ou un télécopieur peuvent constituer un « nœud » de réseau.
Les périphériques tels qu'un ordinateur personnel, un téléphone portable ou une imprimante sont des nœuds.
Lors de la définition des nœuds sur Internet, un nœud est tout ce qui a une adresse IP. Les nœuds sont des éléments individuels d'une structure de données plus grande, tels que des listes chaînées et des structures de données arborescentes.
Les nœuds contiennent des données et peuvent également être liés à d'autres nœuds. Les liens entre les nœuds sont souvent mis en œuvre par des pointeurs. Mais, le plus souvent, il sera synonyme d’unité de calcul, par exemple un ordinateur parallèle sera composé de plusieurs nœuds (de calcul).

## Exemples de nœuds
Exemples d’architectures réseau basés sur des nœuds :
- crypto-monnaies ;
- protocole Bittorrent.